# Петровский (Свердловский район)
Петровский — посёлок в Свердловском районе Орловской области. Входит в состав Яковлевского сельского поселения.

## География
Посёлок расположен на берегу реки Бандала. 
Уличная сеть представлена одним объектом: Зелёная улица. 
Географическое положение: в 10 километрах от районного центра — посёлка городского типа Змиёвка, в 30 километрах от областного центра — города Орёл и в 348 километрах от столицы — Москвы.

## Население
| 2010 |
| ---- |
| 19   |